# Blær Hinriksson
Blær Hinriksson (* 24. Dezember 2001 in Kópavogur) ist ein isländischer Filmschauspieler und Handballspieler, der seit Sommer 2025 beim deutschen Bundesligisten SC DHfK Leipzig spielt.

## Schauspielkarriere
Blær Hinriksson war in Herzstein von Guðmundur Arnar Guðmundsson in einer Hauptrolle zu sehen und spielte Kristján. Eine Hauptrolle erhielt er auch in dem Filmdrama Beautiful Beings dieses Regisseurs, das im Februar 2022 bei den Filmfestspielen in Berlin seine Premiere feierte.

### Filmografie
- 2015: Rainbow Party (Kurzfilm)
- 2016: Herzstein (Hjartasteinn)
- 2018: Shells (Kurzfilm)
- 2019: From Iceland to EDEN
- 2019: Þorsti
- 2022: Beautiful Beings (Berdreymi)
- 2023: Afturelding (Fernsehserie, 8 Folgen)
- 2023: Devil Never Killed (Kurzfilm)

## Sportliche Laufbahn

### Verein
Seit der Saison 2025/26 spielt der Mittelmann beim deutschen Bundesligisten SC DHfK Leipzig in der Handball-Bundesliga.